# 2. marinski vpadni bataljon (ZDA)
2. marinski vpadni bataljon (angleško 2nd Marine Raid Battalion) je bil bataljon Marinskega korpusa ZDA, ki je bil specializiran za amfibijsko lahko-pehotno bojevanje in za delovanje za sovražnikovimi linijami.

## Zgodovina
Bataljon je bil ustanovljen 19. februarja 1942.

## Organizacija
- Štab
- 1. strelska četa

- 1. vod
- 2. vod

- 2. strelska četa
- 3. strelska četa
- 4. strelska četa
- 5. strelska četa
- 6. strelska četa

## Poveljstvo
- podpolkovnik Evans Carlson (februar 1942 - marec 1943)
- podpolkovnik Alan Shapley (marec - avgust 1943)
- podpolkovnik Joseph P. McCaffery (september - november 1943)
- major Richard T. Washburn (november 1943 - januar 1944)